# Рижское взморье

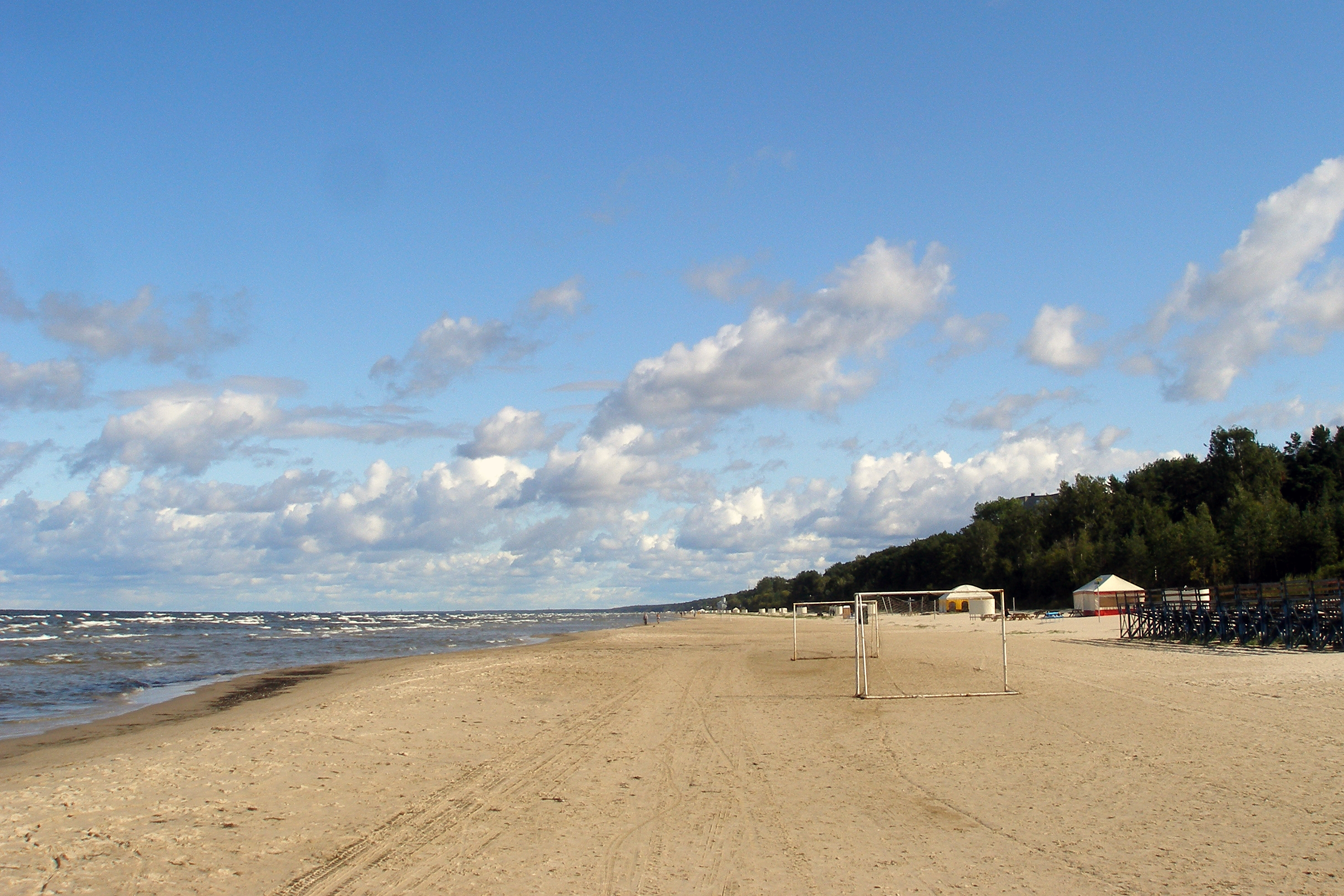
Типичный пейзаж

Ри́жское взмо́рье (нем. Rigastrand, латыш. Rīgas Jūrmala) — историческая курортная местность между южным побережьем Рижского залива и рекой Лиелупе. Лесистая полуостровообразная местность, имеющая в ширину до 3 км, в длину 19 км. К востоку от взморья — город Рига (в 18 км), к западу — Курземские леса. В середине XX века вся территория взморья была объявлена городом под названием Юрмала («взморье»).
Взморье отличается сухой почвой на основе мелкого жёлтого песка. Слабый уклон морского дна делает его пригодным для купания малышей. Дно ровное из чистого белого кварцевого песка. Вдоль берега тянутся песчаные дюны высотой до 15 метров и сосновый лес. Купальный сезон длится со второй половины мая до конца августа. В разгар курортного сезона температура воды составляет 19-24°.
С 1674 по 1920 годы прибрежная территория была частной собственностью немецких дворян — баронов фон Фиркс. Начиная с середины XIX века на взморье начинают формироваться дачные места с немецкими названиями Булленгоф (ныне Лиелупе), Бильдерлингсдорф (ныне Булдури), Эдинбург (ныне Дзинтари), Майоренгоф (ныне Майори), Дуббельн (ныне Дубулты), Карлсбад (ныне Мелужи) и Ассерн (ныне Асари). Посёлки были соединены с Ригой пригородной железной дорогой. В начале XX века взморье уже было густо застроено дачами с садами:

Рижское взморье — это целая страна. Славится вязким, удивительно мелким и чистым жёлтым песком (разве в песочных часах такой песочек!) и дырявыми мостками в одну и две доски, перекинутыми через двадцативерстную дачную Сахару. Дачный размах рижского взморья не сравнится ни с какими курортами. Мостки, клумбы, палисадники, стеклянные шары тянутся нескончаемым городищем, всё на жёлтом, каким играют ребята, измолотом в пшеницу канареечном песке.— Осип Мандельштам. «Шум времени».